# خاناک (داغستان)
خاناک (به لاتین: Khanak) یک منطقهٔ مسکونی در روسیه است که در داغستان واقع شده‌است.